# Сугавара, Бунта
Бунта Сугавара (яп. 菅原 文太 Сугавара Бунта, 16 августа 1933, Мияги — 28 ноября 2014, Токио) — японский киноактёр и сэйю. В японской мультипликации начал работать уже в возрасте 68 лет, до этого снимался в различных японских кинолентах.

## Биография
Сугавара родился в Сендае. Первую роль в качестве актёра сыграл в фильме Toho 1956 года Aishu no Machi ni Kiri ga Furu. Сугавара появился в фильме Тэруо Исии «Секретная зона белой линии» 1958 года после того, как к нему обратилась студия Shintoho.
Скончался 28 ноября 2014 года от рака печени.

## Работы в анимации
- 2001 — «Унесённые призраками» — Камадзи
- 2006 — «Сказания Земноморья» — Гед

## Избранная фильмография
- 1963 — «Легенда или быль?» — Гоити Такамори
- 1964 — «Крупица ночи» — Тамура
- 1973 — «Борьба без правил» — Сёдзо Хироно
- 1975 — «Полицейские против бандитов» — Детектив Куно
- 1981 — «Врата юности» — Сигэдзо Ибуки
- 2005 — «Великая война гоблинов» — Сюнтаро Ино